# Adolf Braunwald

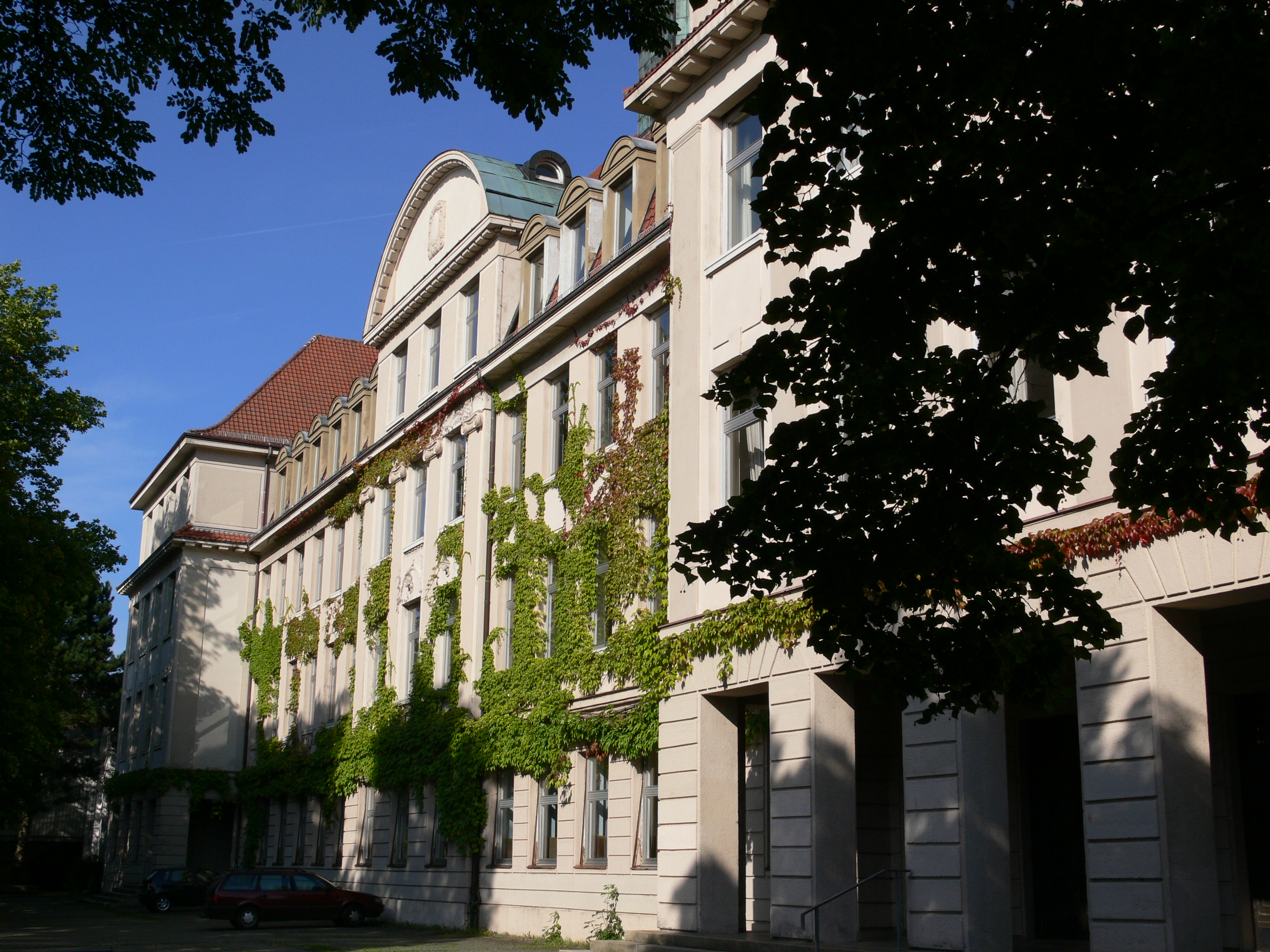
Schulgebäude in Ravensburg

Adolf Braunwald (* 1875; † 1. Oktober 1951) war ein deutscher Architekt.
Seine Ausbildung erhielt der Sohn des Architekten August Braunwald in Stuttgart. Zu seinen frühen Bauwerken gehörte die Bönnigheimer Villa Amann, die er nach dem Vorbild der Villa la Planta in St. Moritz im Schweizerhausstil errichtete. Auch die erste Heilbronner Hütte der Sektion Heilbronn am Tascheljöchl plante Braunwald, ebenso einen Schulbau in Ravensburg, der heute vom Albert-Einstein-Gymnasium und vom Spohn-Gymnasium Ravensburg gemeinschaftlich genutzt wird.
Ab 1904 arbeitete Braunwald in Heilbronn. Neben Wohnhäusern wie der Villa Fuchs, dem Haus Happelstraße 57 oder dem Haus Roßkampffstraße 4 plante er auch das Liederkranzhaus. Die im „späten Barockstil des französischen Sonnenkönigs Ludwig XIV“ erbaute Villa Hauck wurde bei den Luftangriffen auf Heilbronn am 4. Dezember 1944 zwar beschädigt, aber im Gegensatz zu vielen anderen Bauten dieser Stadt im Stil des Klassizismus wieder aufgebaut. Das nicht denkmalgeschützte Gebäude aus dem Jahr 1910 wurde Anfang November 2011 abgebrochen. Ein 1911 für den reichen Kaufmannssohn Rudolf Sperling erbautes Gartentempelchen hingegen wurde in den 1970er Jahren an die evangelische Gesamtkirchengemeinde vererbt und existiert als Teil des Heilbronner Seniorengartens weiter. 1907/1912 erstellte Braunwald Pläne für den Um- und Ausbau Schloss Hornecks in Gundelsheim zu einer Kuranstalt.
Braunwald verwirklichte nicht nur eigene Entwürfe, sondern arbeitete auch als Bauleiter, so z. B. für Hermann Muthesius, der die Villa Rümelin in der Heilbronner Lerchenstraße entworfen hatte. Etwa 1930 stellte Braunwald die Arbeit ein. 
Das Heilbronner Architekturbüro übernahm später der Architekt (BDA) Dipl.-Ing. Oskar Mayer.